# Philodendron cipoense
Philodendron cipoense là một loài thực vật có hoa trong họ Ráy (Araceae). Loài này được Sakuragui & Mayo miêu tả khoa học đầu tiên năm 1997.